# Confédération générale du patronat français
La Confédération générale du patronat français (CGPF) est une organisation patronale française créée le 4 août 1936 pour remplacer la Confédération générale de la production française, discréditée aux yeux de certains patrons pour avoir signé les accords de Matignon (1936).
Elle n'est pas dirigée par un patron, mais par un intellectuel et ancien homme politique, Claude-Joseph Gignoux. Son vice-président délégué est Alexandre de Lavergne, qui exerçait déjà ce rôle avant 1936. Ses dirigeants sont des dirigeants d'organisations patronales régionales ou professionnelles (Lambert-Ribot, du Comité des forges, Henri de Peyerimhoff de Fontenelle, Roger Lehideux, représentant des banques. 

## Histoire
Le 11 septembre 1937, le siège de la CGPF, au 4, rue de Presbourg à Paris, est la cible d’un attentat à la bombe fomenté par le groupe d'extrême droite La Cagoule. Comme lors d’une autre explosion non loin de là, le même jour, contre l’union des industries et métiers de la métallurgie au 4, rue Boissière, un agent de police en faction devant les bâtiments est tué. Ces deux actions terroristes qui avaient pour objectif d’en faire accuser les communistes, sont connues sous le nom d'attentats de l'Étoile, en raison de la proximité de la place de ce nom.
Le régime de Vichy dissout la CGPF par la loi du 16 août 1940 mettant en place les comités d'organisation et un décret de novembre 1940, à l'instar de trois confédérations de syndicats de travailleurs - la Confédération générale du travail (CGT), la Confédération française des travailleurs chrétiens (CFTC) et la Confédération des syndicats professionnels français - et deux autres groupements patronaux : le Comité des forges et le Comité central des houillères de France,. Ses biens sont dévolus au Centre d'information interprofessionnel (CII), fondé en 1941 et animé par Antoine de tavernost et Gérard Bardet. 
En décembre 1945, elle est remplacée par le Conseil national du patronat français (CNPF), pour représenter l'ensemble des patrons après la Seconde Guerre mondiale.